# Carl Hoffmann (Verleger)
Carl Hoffmann (* 2. Juni 1802 in Bernburg, Fürstentum Anhalt-Bernburg; † 29. Dezember 1883 in Stuttgart, Königreich Württemberg) war ein deutscher Verleger, Druckereibesitzer und Buchhändler.

## Leben

### Familie
Carl Hoffmann war sechstes Kind des Friedrich Hoffmann (1771–1833), Amts- u. Oberwundarzt in Bernburg und dessen Ehefrau Johanna (1775–1827), Tochter des Brückenverwalters König in Ballenstedt und Bernburg. Er hatte noch vierzehn Geschwister, von denen sechs früh starben, von seinen weiteren Geschwistern sind bekannt:
- Friedrich August Hoffmann (1796–1874), Hofprediger und Rektor der Stadtschule in Ballenstedt, theol. Schriftsteller;
- Ludwig Gottfried Hoffmann (1798–1850), Dr. med., Kreisphysikus in Ballenstedt;
- Franz Hoffmann (1814–1882), Buchhändler, Jugend- u. Volksschriftsteller, Redakteur der Zeitschrift Jugendfreund;
- Carolina Hoffmann, verheiratet mit Julius Weise (1804–1882), Buchhändler und Verleger in Stuttgart, Eigentümer von Julius Weise’s Hofbuchhandlung;
- Maria Hoffmann, verheiratet mit Carl August Schmidt (1816–1881), übernahm 1843 die Jugendschriftenreihe Hoffmanns und gründete den Verlag Schmidt und Spring in Stuttgart.

Seine Neffen waren:
- Anton Hoffmann (1856–1915), Verleger;
- Franz Hoffmann (1850–ca. 1920), Verleger;
- Ernst Hoff (1872– 1932), Verbandsgeschäftsführer

Sein Großneffe war:
- Herbert Hoffmann (1891–1950), Verleger;

Sein Ur-Großneffe war:
- Kurt Hoffmann (* 1923), Inhaber des Verlags Julius Hoffmann.

Carl Hoffmann heiratete 1827 in Stuttgart Elisabeth (1801–64), Tochter des Pfarrers Johann Nikolaus Hoff in Mannheim und dessen Ehefrau Christine Laubinger. Gemeinsam hatten sie drei Söhne und drei Töchter, hiervon sind bekannt:
- Julius Hoffmann (1833–1904), Buchhändler und Verleger, erwarb 1862 den Verlag K. Thienemann, verkaufte diesen 1885 an seine Vettern Anton und Franz Hoffmann; er gründete den Verlag Julius Hoffmann und leitete seit 1873 den C. Hoffmann-Verlag.

Seine Enkel waren:
- Julius Hoffmann (1864–1932), Verleger;
- Robert Hoffmann (1868–1935), Maler.

### Werdegang
Mit vierzehn Jahren wurde Carl Hoffmann 1816 in die Buchhandlung von Carl Cnobloch in Leipzig in die Lehre gegeben, worauf er als Gehilfe einige Jahre im Geschäft von Friedrich Ludwig Herbig (1781–1839) in Leipzig arbeitete und dann 1821 eine Stelle in der Löffler’schen Buchhandlung in Mannheim annahm. Später trat er als Gehilfe in die Franckh’sche Buchhandlung in Stuttgart, in welcher damals eine billige Ausgabe von Walter Scotts Romanen erschien und einen ungemeinen Erfolg hatte.
1826 kaufte er die J. D. Sattler’sche Buchhandlung und Leihbibliothek in Stuttgart und machte sich selbständig. Er baute sein Geschäft aus und machte es bereits nach kurzer Zeit zum ersten Sortimentsgeschäft in Stuttgart. Er erwarb auch Teile von Friedrich Franckh (1795–1865), intensivierte seine Leihbibliothek und den Lesezirkel und begann bald, selbst Bücher zu verlegen, hierbei war er der Erste, der die Bücher in gebundenen Exemplaren auf Lager hatte. Seinen Stuttgarter Journal-Lesezirkel erweiterte er um einen Lesezirkel für gute und interessante Werke in deutscher, französischer und englischer Sprache.
1829 nahm er seinen späteren Schwager Julius Weise in die Firma auf. Er überließ ihm 1833 die Buchhandlung und widmete sich selbst dem Verlag, dessen Grundstock wohl die Romanbibliothek (Übersetzungen) seines früheren Chefs Friedrich Franckh war, die er 1827 erworben hatte. Als besonders erfolgreich erwiesen sich dann einige große populäre Werke, die erschienen, zum Beispiel Karl von Rottecks Weltgeschichte, Vollrath Hoffmanns Die Erde und ihre Bewohner und Lorenz Okens Naturgeschichte. Aufgrund des erfolgreichen Verkaufens von Lorenz Okens Atlas, richtete Carl Hoffmann eine eigene Lithographie, Steindruckerei und Kolorieranstalt (die erste in Stuttgart) ein.
Die 1826 gegründete Leihbibliothek wurde ebenfalls 1833 von Hoffmann an Gustav Weise abgetreten und unter der Firma Gustav Weises Leihbibliothek fortgeführt.
Carl Hoffmann widmete sich nunmehr ausschließlich der Verlagstätigkeit und er erbaute ein Haus am Stuttgarter Feuersee, in dessen Mitte sich die Johanneskirche befindet.
Mit dem in wöchentlichen Lieferungen erscheinenden Buch der Welt (1842–1871) schuf er das erste belehrende illustrierte Unterhaltungsblatt, das eine Auflage von bis zu 23 000 erzielte, ein damals spektakulärer Erfolg, der für die populär-naturwissenschaftliche Literatur bahnbrechend gewirkt hat.
Er gründete auch eine der ersten Zeitschriften für Mode und Handarbeiten. Weitere Verlagsgebiete waren Astronomie (Die Wunder des Himmels von Joseph Johann von Littrow), Gartenbau (Schmidlin’s Gartenbücher von Eduard Schmidlin), der Geographie wie beispielsweise Heinrich Berghaus Allgemeine Länder- und Völkerkunde (6 Bände), eine Reihe griechischer und römischer Klassiker in Übersetzungen, Erzähler- und Romanbibliotheken sowie Jugendschriften (Hauptautor: sein Bruder Franz Hoffmann, der auch die Zeitschrift Jugendfreund redigierte). In der Bibliothek klassischer Romane des Auslandes erschienen Charles Dickens, 25 Bände; Edward Bulwer-Lytton, 22 Bände; James Fenimore Cooper, 30 Bände; Frederick Marryat, 20 Bände und Walter Scott, 25 Bände. Aus der Baukunde finden sich berühmte Werke wie Gustav Adolf Breymanns Konstruktionslehre und das Vollständige Lehrbuch der gesammten Baukunst von Ludwig Friedrich Wolfram (1781–1846).
1843 veräußerte er den Teil für Jugendschriften des Verlages, den er gemeinsam mit seinem Bruder Franz Hoffmann aufgebaut hatte, an seinen Schwager Carl August Schmidt, der in Gemeinschaft mit Louis Spring, die Firma Schmidt & Spring in Stuttgart eröffnete.
1846 erwarb Carl Hoffmann zur Vergrößerung seines Geschäftes die Walthersche Verlagshandlung in Stuttgart (ein Zweig der Dresdener Firma gleichen Namens) und vereinigte sie mit seiner Firma.
1851 verkaufte Carl Hoffmann die Bilderbuchabteilung an Rudolph Chelius (1816–1885) in Stuttgart. Im gleichen Jahr eröffnete er mit seinem Schwiegersohn Friedrich Aaron Krais (1821–1907) das Tochterunternehmen Krais & Hoffmann, das bis 1867 bestand.
Hoffmann hat sich sehr energisch in die Bemühungen eingeschaltet, den buchhändlerischen Waren- und Abrechnungsverkehr zu verbessern, so gab er beispielhafte Anregungen zur Optimierungs der Versandwege. Er gründete zusammen mit Karl Messow die Süddeutsche Buchhändlerzeitung und mit Friedrich Liesching (1813–1845) und Heinrich Erhard (1796–1873), Eigentümer der Stuttgarter J. B. Metzler’sche Buchhandlung (heute: J. B. Metzler Verlag), 1842 den Stuttgarter Buchhändlerverein und wirkte beim Zustandekommen des Süddeutschen Buchhändlervereins maßgeblich mit. Von 1864 bis 1867 gehörte er auch dem Vorstand des Börsenvereins der Buchhändler in Leipzig an.
1864 erwarb Hoffmann das königliche Bad Teinach am Rand des Schwarzwaldes. Dieses Heilbad richtete er nun ganz neu ein und schuf es zu einem in der damaligen Zeit beliebtesten Badeorte von Süddeutschland um.
1873 übergab Carl Hoffmann seinem Sohn Julius Hoffmann, Besitzer der seit 1849 bestehenden Firma K. Thienemanns Verlag in Stuttgart, Prokura für die Hoffmannsche Verlagshandlung. Er selbst behielt die Druckerei und verfasste in den folgenden Jahren einige botanische Bücher. Acht Firmen des Buchhandels lassen sich auf ihn zurückführen.
Er war im Stuttgarter Gemeinderat von 1853–1865 und in dieser Zeit Vorsitzender des Verschönerungsvereins Stuttgart.

## Werke (Auswahl)
- Pflanzenatlas nach dem Linnéschen System, Stuttgart 1881.
- Botanischer Bilderatlas, Stuttgart 1883.
- Lehrbuch der praktischen Pflanzenkunde in Wort und Bild, Stuttgart 1886.